# Goriče, Šmohor - Preseško jezero
Goriče (nemško Görtschach) je naselje občine Šmohor - Preseško jezero v okraju Šmohor na Koroškem v Avstriji.